# One Shell Plaza
One Shell Plaza je mrakodrap v texaském městě Houston. Má 50 pater a střechu ve výšce 218 metrů, je tak 10. nejvyšší mrakodrap ve městě. Na střeše je umístěn vysílač, který se tyčí do výšky 305 m nad úrovní ulice. Byl dokončen v roce 1971, po svém dokončení se stal nejvyšší budovou ve městě až do roku 1974, kdy jej překonal mrakodrap Centerpoint Energy Plaza. Za designem budovy stojí firma Skidmore, Owings and Merrill.